# Coupelle-Neuve
Coupelle-Neuve é uma comuna francesa na região administrativa de Altos da França, no departamento de Pas-de-Calais. Estende-se por uma área de 4,54 km². Em 2010 a comuna tinha 158 habitantes (densidade: 34,8 hab./km²).